# Río Coura
El río Coura es un río del norte de Portugal, afluente por la margen izquierda del río Miño, que discurre íntegramente por el distrito de Viana do Castelo. 
Esta designado como Zona de Protección Especial para la Avifauna (ZEPA), bajo el nombre "Estuarios de los ríos Miño y Coura", con el código PTZPE0001.
Una de las peculiaridades de este río es que baña dos playas, donde se celebran dos de las mayores fiestas de verano de Portugal, Festival Paredes de Coura y Festival de Vilar de Mouros.

## Curso
Nace en la sierra de Boalhosa, en la laguna de Chã de Lamas y en la sierra de Corno de Bico y desemboca en el estuario del Miño junto a la localidad de Caminha. Baña los municipios de Paredes de Coura, Vila Nova de Cerveira y Caminha. Y las parroquias de Formariz, Paredes de Coura, Rubiães, São Martinho de Coura, Covas, Vilar de Mouros, Venade, Vilarelho, Seixas y Caminha.
Sus afluentes son el arroyo S. Gonçalo, el río Cavaleiros Bico, el río Brunheiros Insalde y Padornelo, el río Lagido Insalde, el arroyo Bouço Ferreira, el arroyo Quintão Ferreira, el río Valsa Insalde, el río Rieiro Cunha y Rubiães, etc.

## Historia
Según Pinho Leal, el río Benis sería el actual río Coura. A partir del siglo I de la era cristiana se le conoció como río Froilano, y en un tiempo indeterminado se le llamó río Coura.
Existía una estación hidrométrica llamada Pt. Mantelães, ubicada en el río Coura, que estuvo activa en el período de 1919 a 1941, ahora extinta. Según información del INAG, esta estación contaba con una escala pero no se definieron las respectivas curvas de caudal, por lo que no existen registros de caudal.
En 1910 se crea la Compañía Hidroeléctrica Coura, con planta y presa en la parroquia de Covas, municipio de Vila Nova de Cerveira.
Las minas de exploración de tungsteno y volframio, durante el período 1949-1984, en Vilares, lugar de la parroquia de Covas, municipio de Vila Nova de Cerveira, actualmente cerrado.